# Суха-Псіна
Суха-Псіна (пол. Sucha Psina, нім. Zauchwitz) — село в Польщі, у гміні Баборув Ґлубчицького повіту Опольського воєводства.
Населення — 333 особи (2011).

## Демографія
Демографічна структура станом на 31 березня 2011 року:
|          | Загалом | Допрацездатний вік | Працездатний вік | Постпрацездатний вік |
| -------- | ------- | ------------------ | ---------------- | -------------------- |
| Чоловіки | 182     | 29                 | 137              | 16                   |
| Жінки    | 151     | 17                 | 93               | 41                   |
| Разом    | 333     | 46                 | 230              | 57                   |